# 安廷贊
安廷赞，直隶乐亭县人，清朝軍事將領，同武進士出身。
乾隆二十二年丁丑科（1757年），登進士。后任广东香山协副将。